# 于都站
于都站位于江西省赣州市于都县贡江镇，是赣龙铁路以及赣瑞龙铁路的一座火车站，客货运三等站；在赣龙铁路上距离赣州站56公里，在赣瑞龙铁路上距赣州站54公里。